# Casa de la plaça dels Cabrits, 5 (Granollers)
La Casa de la plaça dels Cabrits, 5 és una obra de Granollers (Vallès Oriental) protegida com a Bé Cultural d'Interès Local.

## Descripció
Edifici entre mitgeres de planta baixa i dues plantes pis amb coberta àrab limitada per una imbricació. La façana presenta una composició simètrica. Finestres amb arc pla, de pedra a la planta primera i maó (brancals i llinda) a la "loggia". Els portals de la planta baixa són de pedra i en forma d'arc escarser. Els balcons del primer pis comparteixen tant els brancals com la llinda. Al segon pis hi ha tres finestres.
En el magatzem de la planta baixa hi ha dos arcs, un en direcció E-O, i un altre incorporat a la paret mitgera amb el número 6.